# Хальбский котёл
Хальбский котёл (нем. Kessel von Halbe, англ. Battle of Halbe) — окружение и уничтожение войсками 1-го Украинского и 1-го Белорусского фронтов группировки германских войск (9-я армия и части 4-й танковой армии), общей сложностью до 200 000 человек, в районе юго-восточнее Берлина.  
Бронетанковая группировка противника располагала почти 200 танками и САУ, включая тяжёлые «тигры» различных вариантов и штурмовыми орудиями на их базе. Процесс окружения облегчался практически полным отсутствием у немцев горючего и бездействием авиации, но сложилось так, что танковые части 1-го Украинского фронта были нацелены на Берлин и отражать контратаки пришлось стрелковым подразделениям.

## Образование «котла»
В результате наступления советских войск во время проведения Берлинской операции войска 8-й гвардейской и 1-й гвардейской танковой армий 1-го Белорусского фронта 24 апреля соединились в юго-восточной части Берлина с 3-й гвардейской танковой и 28-й армиями 1-го Украинского фронта. Этим было завершено окружение франкфуртско-губенской группировки врага. 25 апреля в 12 часов дня 328-я стрелковая дивизия 47-й армии и 65-я танковая бригада 2-й гвардейской танковой армии, наступавшие западнее Берлина, вышли в район Кетцин, где соединились с частями 6-го гвардейского механизированного корпуса 4-й гвардейской танковой армии 1-го Украинского фронта. Теперь берлинская группировка противника была полностью окружена советскими войсками. Она оказалась рассеченной на две группировки — собственно берлинскую (гарнизон Берлина) и франкфуртско-губенскую (основные силы 9-й армии и часть сил 4-й танковой армии). Отсечение оборонявшихся на Одере и Нейсе войск противника от Берлина означало их исключение из участия в уличных боях в самом городе. Для советского командования окружение 9-й армии упрощало захват немецкой столицы. 
Перед окружением 9-я армия вермахта уже понесла потери в боях за Зееловские высоты, но получила пополнение фольксштурмом. В начале окружения она располагала меньше чем 1000 орудий и миномётов, 79 танками, и вероятно, в общей сложности 150—200 бронеавтомобилями. Всего, вместе с частями 4-й армии, насчитывалось около 200 000 солдат. Командующий 9-й армии Бюссе описывал происходившее следующим образом: «22 апреля кольцо вокруг трёх корпусов 9-й армии замкнулось, когда противник перекрыл все просёлочные дороги через Шпревальд на юге, железную дорогу Люббен—Хальбе на юго-западе и озёрные перешейки между Тёпитцем и Кёнигс-Вустерхаузеном на западе. Тотчас же войска 1-го Белорусского фронта перерезали и последний путь на запад, проходящий через Эркнер и южнее него. 5-й армейский корпус получил приказ, оставив небольшие силы на рубеже Нейсе и перекрыв переправы через Шпрее в лесном массиве Шпреевальд, создать новый оборонительный рубеж от северных окраин Люббена до Хальбе. 21-ю танковую дивизию корпуса, перешедшую в непосредственное подчинение армии, предполагалось перебросить на запад, к цепочке озёр между Тёпитцем и Кёнигс-Вустерхаузеном, для охраны перешейков между озёрами. Правда, там дивизия пробыла недолго и вскоре была отведена к цепочке озёр Тёпитц—Прирос… Когда был получен приказ ОКХ о выходе из окружения, все необходимые приготовления, а именно отвод войск с Восточного фронта, уже шли полным ходом. Если бы эти меры были приняты после получения официального приказа, было бы уже поздно».

## Попытка прорыва из окружения
В ночь на 26 апреля командование окруженных юго-восточнее Берлина войск, во исполнение приказа Гитлера создало сильную группировку в составе одной моторизованной дивизии, трех пехотных и остатков одной танковой дивизий, чтобы прорваться через боевые порядки войск 1-го Украинского фронта и соединиться в районе Луккенвальде с наступавшей с запада 12-й армией. 
Утром 26 апреля эта группировка перешла в наступление, нанося удар в стык 28-й и 3-й гвардейской армий. Благодаря численному превосходству гитлеровцам удалось прорваться и выйти к городу Барут. Но здесь они были остановлены 395-й дивизией 13-й армии, а затем контратакованы частью сил 28-й, 3-й гвардейской и 3-й гвардейской танковой армий. 
Активное участие в отражении этого контрудара противника приняла авиация. Штурмовики, бомбардировщики, истребители непрерывно «висели» в воздухе, нанося врагу большой урон в людях и технике. 
Одновременно 12-я армия вермахта вновь предприняла наступление с запада в полосе Белиц — [[Тройенбрицен]. Оборонявшиеся здесь 5-й гвардейский механизированный корпус 4-й гвардейской танковой армии и 13-я армия отразили все атаки противника и даже продвинулись вперед. Они овладели несколькими населенными пунктами, северной частью города Виттенберг, а южнее его форсировали Эльбу и заняли Пратау. Однако и после этого в течение нескольких дней южнее и юго-восточнее Берлина шли упорные бои советских войск с пытавшимися вырваться из окружения частями противника и пришедшей им на помощь 12-й армией.

## Уничтожение окружённых
Против войск противника, стремившихся пробиться на запад, командование 1-го Украинского фронта частью сил создало глубоко эшелонированную оборону. 
Основные же силы фронта во взаимодействии с войсками 3, 69 и 33-й армий 1-го Белорусского фронта продолжали активные наступательные действия. Кольцо окружения вокруг франкфуртско-губенской группировки непрерывно сжималось. Немцам удалось несколько продвинуться в западном направлении, но прорвать 
внутренний фронт окружения они не смогли. Лишь мелкие группы просочились в стыках советских частей и ушли на запад. В результате совместных действий 1-го Украинского и 1-го Белорусского фронтов франкфуртско-губенская группировка была расчленена на небольшие группы, разгромлена и пленена. Последняя группа была ликвидирована 1 мая в районе Белица, куда она прорвалась в ночь на 1 мая. Немцы потеряли здесь убитыми 5 тыс. человек, свыше 13 тыс. попало в плен. 

## Результаты
При ликвидации франкфуртско-губенской группировки было уничтожено свыше 60 тыс. вражеских солдат и офицеров и 120 тыс. взято в плен. Советские войска захватили более 300 танков и штурмовых орудий, 1500 орудий, 2180 пулеметов, 17 600 автомашин и много различного военного имущества.

### РККА
Сухопутные войска
- 1-й Белорусский фронт — Маршал Советского Союза Жуков Г. К.
  - 3-я армия — генерал-полковник Горбатов А. В.
  - 69-я армия — генерал-полковник Колпакчи В. Я.
  - 33-я армия — генерал-полковник Цветаев В. Д.
  - 2-й гвардейский кавалерийский корпус — генерал-лейтенант Крюков В. В.
- 1-й Украинский фронт — Маршал Советского Союза Конев И. С.
  - 3-я гвардейская армия — генерал-полковник Гордов В. Н.
  - 13-я армия — генерал-полковник Пухов Н. П.
  - 28-я армия — генерал-лейтенант Лучинский А. А.
  - 3-я гвардейская танковая армия — генерал-полковник Рыбалко П. С.
  - 4-я танковая армия — генерал-полковник Лелюшенко Д. Д.

ВВС — Главный маршал авиации Новиков А. А.
- - 2-я воздушная армия — генерал-полковник Красовский С. А.
  - 16-я воздушная армия — генерал-полковник Руденко С. И.
  - 18-я воздушная армия — главный маршал авиации Голованов А. Е.

### Вермахт
- 9-я армия — генерал Теодор Буссе
  - 11-й армейский корпус СС — обергруппенфюрер СС Маттиас Кляйнхайстеркамп
  - 5-й горный корпус СС — обергруппенфюрер СС Фридрих Еккельн
  - 5-й армейский корпус — генерал артиллерии  Курт Вегер
- 12-я армия — генерал танковых войск Вальтер Венк
  - 20-й армейский корпус — генерал Карл-Эрик Кёлер
  - 39-й танковый корпус — генерал-лейтенант вермахта Карл Арндт
  - 41-й танковый корпус — генерал-лейтенант вермахта Рудольф Хольсте
  - 48-й танковый корпус — генерал танковых войск Максимилиан фон Эдельсхайм
- Резерв
  - 21-я танковая дивизия
  - 10-я танковая дивизия СС «Фрундсберг»

}}